# Abroadband
abroadband war ein Datenroamingprodukt der früheren Telekom Austria Group (jetzt A1 Telekom Austria Group). abroadband wurde im Februar 2011 während des Mobile World Congress in Barcelona von der Telekom Austria Group vorgestellt.
Die Services von abroadband wurden mit 1. April 2014 eingestellt. abroadband Produkte können nicht mehr erworben oder genutzt werden.

## Produkt und Erhältlichkeit
abroadband deckte das Surfen in 62 Ländern der Welt zum einheitlichen Preis von 0,54 Euro pro MB (inkl. Mehrwertsteuer) ab und war als SIM-Karte, als Micro-SIM Karte und als Modem-Box mit SIM-Karte und USB-Modem erhältlich. Das Produkt konnte im Online-Shop, an Bord bestimmter Airlines sowie an Flughäfen erworben werden. Der Versand erfolgte in die EU-Mitgliedsstaaten sowie die Schweiz, Liechtenstein und Norwegen.
abroadband war ein Postpaid-Produkt ohne vertragliche Bindungsfristen. Per Online-Manager konnten Kunden die angefallenen Kosten kontrollieren, Daten verwalten und Rechnungen abrufen. Die Bezahlung erfolgte mit Kreditkarte oder PayPal.
Mit abroadband konnte man mit mobilen Endgeräten unabhängig von einem bestimmten Mobilfunkbetreiber surfen. Je nach Technologie wurden unterschiedliche Downloadgeschwindigkeiten erreicht: EDGE bis zu 473,6 kbps, UMTS bis zu 3,6 Mbps und HSDPA bis zu 7,2 Mbps.
Anfangs kostete abroadband 59 Cent je MB; seit 1. Juli 2013 betrug der Preis 54 Cent. Mit 1. April 2014 wurde der Dienst jedoch eingestellt; abroadband-Kunden konnten das Angebot noch bis zum 31. März 2014 nutzen.

## Abdeckung und Tarif
abroadband funktionierte in 62 Ländern mit insgesamt mehr als 80 Mobilfunkanbietern. Die abgedeckten Länder und Technologien umfassten:
| Ägypten: HSDPA      | Albanien: UMTS        | Australien: HSDPA  | Belgien: HSDPA                | Bosnien-Herzegowina: EDGE | Bulgarien: HSDPA  | Chile: HSDPA        |
| China: UMTS         | Dänemark: HSDPA       | Deutschland: HSDPA | Dominikanische Republik: EDGE | Estland: HSDPA            | Finnland: HSDPA   | Frankreich: HSDPA   |
| Griechenland: HSDPA | Großbritannien: HSDPA | Guam: HSDPA        | Hong Kong: HSDPA              | Indien: EDGE              | Irland: HSDPA     | Island: UMTS        |
| Israel: HSDPA       | Italien: HSDPA        | Kanada: HSDPA      | Korea: HSDPA                  | Kroatien: HSDPA           | Lettland: UMTS    | Liechtenstein: UMTS |
| Litauen: HSDPA      | Luxemburg: HSDPA      | Malaysia: HSDPA    | Malta: UMTS                   | Mazedonien: EDGE          | Moldawien: EDGE   | Montenegro: UMTS    |
| Neuseeland: HSDPA   | Niederlande: HSDPA    | Norwegen: HSDPA    | Österreich: HSDPA             | Polen: HSDPA              | Portugal: EDGE    | Puerto Rico: HSDPA  |
| Rumänien: HSDPA     | Russland: UMTS        | Schweden: UMTS     | Schweiz: HSDPA                | Serbien: HSDPA            | Singapur: HSDPA   | Slowakei: HSDPA     |
| Slowenien: HSDPA    | Spanien: HSDPA        | Südafrika: HSDPA   | Taiwan: HSDPA                 | Thailand: EDGE            | Tschechien: HSDPA | Türkei: HSDPA       |
| Ukraine: UMTS       | Ungarn: HSDPA         | USA: HSDPA         | USA Jungferninseln: HSDPA     | Weißrussland: HSDPA       | Zypern: HSDPA     |                     |

Voraussetzung für die Verbindung mit abroadband war die Netzabdeckung mit einem Mobilfunkpartner im jeweiligen Land.